# Topomyia sylvatica
Topomyia sylvatica är en tvåvingeart som beskrevs av Lu, Dong och Wang 1986. Topomyia sylvatica ingår i släktet Topomyia och familjen stickmyggor. Inga underarter finns listade i Catalogue of Life.